# Марко Марков (скулптор)
 Тази статия е за скулптора Марко Марков.  За революционера вижте Марко Марков (революционер).  
Марко Марков Хаджииванов е български скулптор.

## Биография и творчество
Роден е на 30 март 1889 г. в село Върбица, община Горна Оряховица. Изучава скулптура в Художествено-индустриалното училище в София от 1910 до 1915 г., като следването му е прекъсвано от две военни мобилизации. Преподавателите му се сменят – проф. Андрей Николов, проф. Жеко Спиридонов и проф. Марин Василев, и по-късно той пише: „Завърших почти без професор“.
Спечелва конкурс и специализира в Париж в частната академия „Жулиан“ при френските монументалисти Анри Бушар и Пол Ландовски от 1924 до 1927 г. Печели годишен конкурс на академията. През 1927 г. прекарва няколко месеца в академията „Гран Шомиер“ при Антоан Бурдел, където по това време са студенти Алберто Джакомети, Жермен Ришие, Сретен Стоянович, Танасис Апартис. Общува с представителите на традиционалистите Аристид Майол, Шарл Деспио, Жозеф Бернар и Франсоа Помпон. Работи предимно портрети и монументална скулптура.
След завръщането му в България негови творби, показвани на общи изложби, правят голямо впечатление, особено на младото поколение скулптори като Васка Емануилова и Мара Георгиева. Портретната скулптура „Ема“ е най-програмното и смело произведение за периода, предизвикало полемики и съпротива.
През 1936 г. печели всенароден конкурс за паметник на Патриарх Евтимий в София, на който се представени 20 проекта. Паметникът е открит на 1 ноември 1937 г. – Деня на народните будители. Авторът съумява да „въплъти“ историческия образ, прилагайки уроците на Роден за експресия, патос и вживяване.
Марко Марков работи на свободна практика; явява се без успех на конкурс за преподаватели в Академията. По време на Втората световна война всичките му ранни произведения (в гипс), съхранявани в ателие и в склад в София, са унищожени.
След 1945 г. преподава скулптура в Държавната художествена академия. Професор е от 1951 г.
Удостоен е със званието „Народен художник“ (1962). Марко Марков умира на 23 юли 1966 г. в София.
Монументални творби:
- Паметник на Патриарх Евтимий (1939) в София,
- Паметник на падналите за отечеството (1942) в село Върбица (област Велико Търново),
- Паметник на падналите за отечеството (1942) в село Долна Оряховица, област Велико Търново,
- Паметник на Александър Стамболийски (1953) в София в съавторство със Стефан Стоимиров,
- Паметник на Христо Смирненски (1955) в София[4].